# Willi Schneider
Pour les articles homonymes, voir Schneider.
Willi Schneider, né le 12 mars 1963, est un ancien skeletoneur allemand.
Il fut champion du monde de la discipline en 1998. En même temps, il gagna la coupe du monde.

## Palmarès

### Championnats du monde
En individuel : 
- Médaille d'or : en 1998.
- Médaille de bronze : 1999.

### Coupe du monde
- 1 globe de cristal en individuel : vainqueur en 1998.
- 13 podiums individuels : 4 victoires, 5 deuxièmes places et 4 troisièmes places.

#### Détails des victoires en Coupe du monde
| Édition   | Piste                | Total |
| 1997-1998 | La Plagne Winterberg | 2     |
| 1998-1999 | Igls                 | 1     |
| 1999-2000 | Winterberg           | 1     |